# 汽車改裝

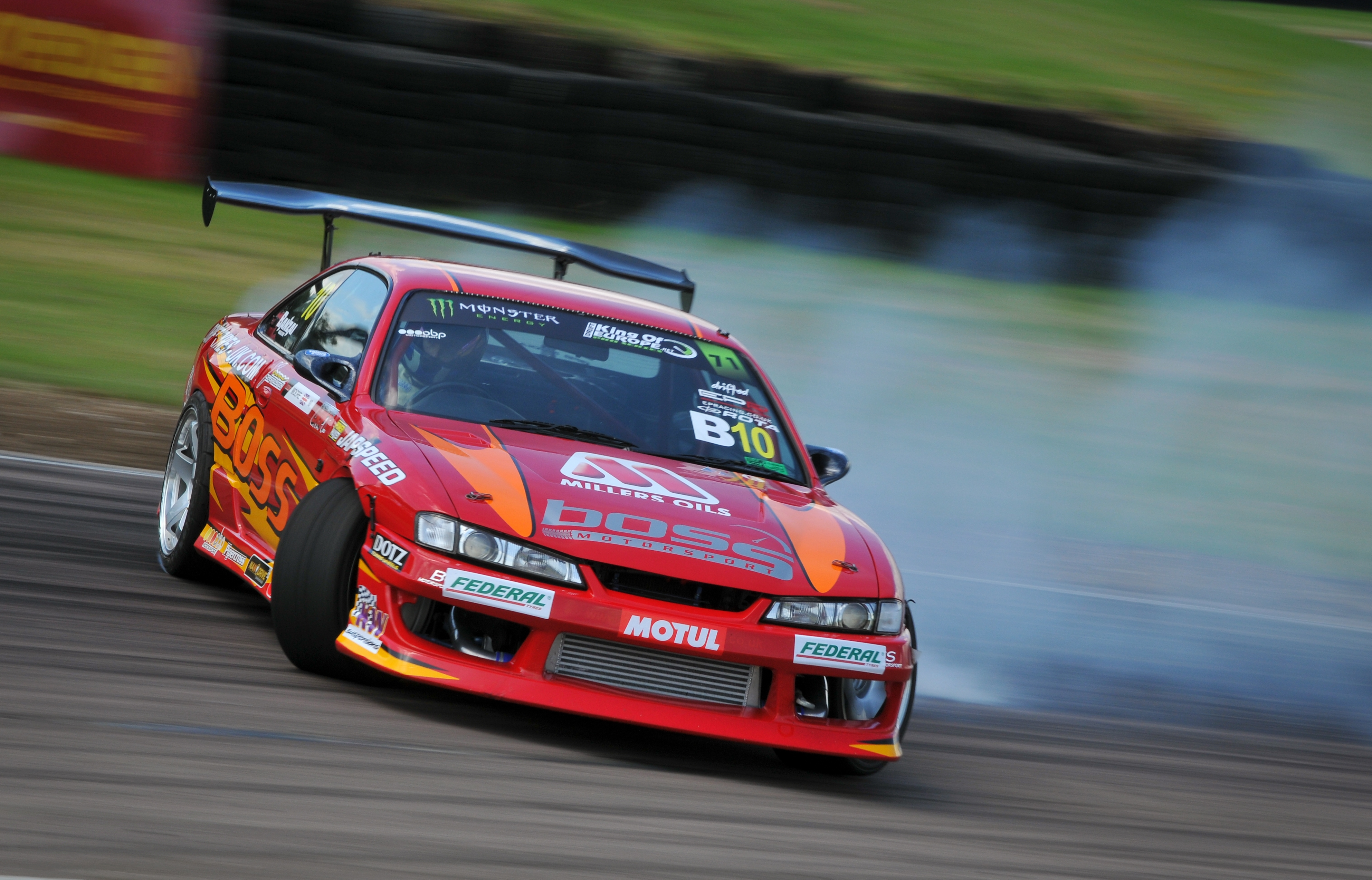
用作飄移用的Nissan Silvia S14改裝車

汽車改裝是對汽車進行的一系列修改，旨在優化其性能，以適應與原始設計不同的需求。常見的改裝包括增強引擎性能和動態操控特性，同時也可能針對提升燃油經濟性或反應平滑性進行改進。改裝的目的是基於用戶的需求來提升車輛的整體表現，這通常會以犧牲排放性能、零件可靠性及乘坐舒適性為代價。
隨著改裝車文化的發展，「改裝」這一概念亦擴展到包含車主為了個性化其車輛所進行的外觀和風格改變。這些變更可以從功能性改裝（旨在提高汽車的性能或功能）到視覺性改裝（改變汽車的外觀，有時甚至可能對汽車的性能或功能產生負面影響）。

## 起源
在1970年和1980年代，許多日本性能車未曾出口到日本國內市場以外的地區。到了1980年代末和1990年代初，像日產Skyline這樣的日本性能車開始以灰色進口車的形式被私人進口到西歐和北美。 在美國，這與同一時期國內汽車生產形成了鮮明對比，當時國內緊湊型和經濟型汽車的性能市場非常小；焦點主要集中在跑車或肌肉車，例如福特野馬和雪佛蘭科爾維特。
由於其輕量化和越來越多的廉價改裝配件， 改裝的經濟型和緊湊型汽車在性能上以低成本展示出高性能，與專用跑車相比具有優勢。隨著這些車輛在專業賽事和比賽中的使用增加，休閒使用這些車輛的人數也隨之增加。許多駕駛者會改裝他們的車輛，試圖模仿賽車版本。

## 改裝領域
改裝車的本質是通過添加、修改或完全更換零部件，試圖顯著提高性能或呈現出高性能的外觀。雖然這主要涉及修改引擎和管理系統以增加功率輸出，但通常需要進行額外的改變以使車輛能夠應對這些功率，包括加強懸掛、加寬輪胎、改進剎車和改良轉向和傳動系統（如安裝短行程變速器）。雖然對外觀影響不大，但某些改裝如低檔輪胎、改變懸掛和添加擾流板可以改變汽車的整體外觀，並增加下壓力以提高牽引力。

## 法規要求
許多國家或市鎮對車輛改裝有法律要求。例如，澳大利亞維多利亞州的所有車輛必須符合建造標準以確保車輛安全。 對於P牌駕駛者還有一些限制，這可能會防止年輕駕駛者駕駛改裝車輛。
許多發達國家有排放法規，通常禁止對引擎或相關部件進行任何未經認證的改裝，儘管這些改裝實際上並不會導致排放增加，也禁止在公共道路上合法使用。

## 認證機構
參與競技賽車的各種組織，如FIA、SFI、NHRA和IHRA等，作為認證機構，為賽事、系列賽、賽道、車輛和零部件建立安全指南。FIA是最大的國際賽車管理機構，許多FIA認證的賽事和零部件都需要FIA認證，特別是安全設備，在FIA認證的賽事以及許多非FIA賽事中。